# RTB Bor
RTB Bor (en serbe cyrillique : РТБ БОР ) est une holding serbe à 37 % et à 63 % chinoise à travers le groupe Zijin Mining. Son siège est situé à Bor. Elle travaille à l'extraction et au traitement du cuivre des mines de la région de Bor.

## Histoire
Les archéologues ont trouvé des traces d'exploitation minière à Bor et à Majdanpek remontant à 4 500 av. J.-C. En revanche, les premières explorations géologiques du minerai de cuivre ont été effectuées par Georges Weifert en 1897. En 1904, avec des investisseurs français, Weifert créa la Compagnie française des mines de Bor, qui avait son siège à Paris ; la compagnie commença ses activités le 1er juin 1904. La société resta française jusqu'à la Seconde Guerre mondiale et, en 1951, elle fut nationalisée par le gouvernement communiste de la République fédérale socialiste de Yougoslavie ; elle devint alors une organisation de travaux en commun (en serbe : organizacije udruženog rada). En 1988, elle changea de statut et devint l'Unité de travail des mines de Bor, en serbe Poslovne jedinice Rudnici Bakra Bor, en abrégé PRB Bor. En 1999, la société devint une holding opérant à travers un réseau de plusieurs entreprises possédant le statut de société à responsabilité limitée ; cet ensemble prit le nom de RTB Bor.

## Privatisation
En 2007, dans le but d'assurer un meilleur développement à RTB Bor, le gouvernement serbe décida de lancer un appel d'offres pour la privatisation de l'entreprise. Ce premier appel fut remporté par le groupe roumain Cuprom, avec une offre de 400 millions de dollars ; Cuprom s'engageait à moderniser les installations minières de Bor et de Majdanpek, de façon à en améliorer la productivité. Cependant, Cuprom ne réussit pas à respecter les délais imposés par le plan de financement et le gouvernement serbe dut mettre fin au marché prévu.
Un second appel eut lieu peu après. La société autrichienne A-TEC fit une offre à 466 millions de dollars, plus 180,4 millions en investissements ; la société russe SMR, de son côté, avait fait une offre à 370 millions, plus 413 millions en investissements. A-TEC remporta le marché en raison de son offre plus élevée mais des critiques furent formulées sur ce choix, soulignant que l'offre de SMR était meilleure du fait de ses promesses d'investissement. Néanmoins, le 6 mars 2007, A-TEC signa le contrat et effectua un premier versement de 150 millions de dollars. En revanche, la société autrichienne ne respecta pas le délai imposé pour le second versement de 230 millions. Le ministre serbe de l'Économie, Mlađan Dinkić, mit en cause le contrat, malgré les promesses d'A-TEC qui demandait un délai supplémentaire pour le paiement ; un vote du gouvernement serbe annula effectivement le contrat. SMR, arrivé second lors de l'appel d'offre, fut alors contacté par l'Agence pour la privatisation et des négociations furent engagées mais la société russe resta sur ses positions, ce qui provoqua l'échec final de ce second appel d'offres.
Le 6 juin 2008, la société A-TEC a fait savoir qu'elle était toujours intéressée par RTB Bor et, le 11 juillet 2008, l'Agence pour la privatisation a annoncé dans le Financial Times et dans Politika qu'elle lançait un troisième appel d'offres, la limite des candidatures étant fixée au 26 septembre 2008,.
Après plusieurs échecs, RTB Bor est finalement associé à Zijin Mining, le groupe chinois a acquis 63 % du groupe pour 1,4 milliard de $ et a aussi effacé la dette du groupe de 200 millions $.

## Activités
RTB Bor, qui travaille dans l'industrie minière, extrait et transforme du cuivre, mais aussi, en moindres quantités, de l'or et de l'argent.
RTB Bor opère à travers sept filiales. RBB, un acronyme pour Rudnici bakra Bor, « Mines de cuivre de Bor », gère les sites miniers de Veliki Krivelj, Jama, Borska reka, ainsi que la mine à ciel ouvert de Cerovo ; elle gère également les usines de concentration de Veliki Krivelj et de Bor. RBM, en serbe Rudnik bakra Majdanpek, « Mine de cuivre de Majdanpek » gère les deux sites à ciel ouvert de Majdanpek, ainsi qu'une usine de flottation. TIR, Topionice i rafinacije bakra, « Fonderie et raffinerie », est spécialisée dans le traitement des métaux ; elle possède aussi une unité de transport. Ces trois sociétés forment le cœur de l'activité de RTB Bor. En outre, la société FOD fabrique des équipements et des pièces métalliques et la société FLŽ des fils de fer émaillé. RTB Bor possède une filiale commerciale appelée Jugotehna ainsi que l'Institut du cuivre de Bor.